# Stanislaw Igorewitsch Romanow
Stanislaw Igorewitsch Romanow (russisch Станислав Игоревич Романов; * 14. Mai 1987 in Saratow, Russische SFSR) ist ein russischer Eishockeyspieler, der seit 2019 erneut bei Disel Pensa in der Wysschaja Hockey-Liga unter Vertrag steht.

## Karriere
Stanislaw Romanow begann seine Karriere als Eishockeyspieler in der Nachwuchsabteilung von Lokomotive Jaroslawl, für dessen zweite Mannschaft er von 2003 bis 2006 in der drittklassigen Perwaja Liga aktiv war. In der Saison 2005/06 gab er zudem parallel sein Debüt für die Profimannschaft des Vereins in der Superliga, in der er in vier Spielen punktlos blieb und zwei Strafminuten erhielt. Von 2006 bis 2009 lief der Verteidiger für Disel Pensa in der Wysschaja Liga, der zweiten russischen Spielklasse, auf. Von 2009 bis 2011 spielte er für Neftjanik Almetjewsk – zunächst weiter in der Wysschaja Liga und in der Saison 2010/11 in deren Nachfolgewettbewerb Wysschaja Hockey-Liga.
Zur Saison 2011/12 wurde Romanow von Metallurg Nowokusnezk aus der Kontinentalen Hockey-Liga verpflichtet und absolvierte bis 2013 über 80 KHL-Partien für den Klub. Anschließend wechselte er innerhalb der Liga zu Neftechimik Nischnekamsk.
Im Mai 2014 wurde er an den KHL-Rückkehrer HK Lada Toljatti im Tausch gegen ein Wahlrecht für den KHL Junior Draft 2015 abgegeben und spielte zwei Jahre lang für Lada, wpobei er über 100 KHL-Partien absolvierte. Anschließend stand er kurzzeitig beim HK Jugra Chanty-Mansijsk unter Vertrag, ehe er den sibirischen Verein im November 2016 verließ und von Witjas Podolsk verpflichtet wurde.

## Karrierestatistik
(Legende zur Spielerstatistik: Sp oder GP = absolvierte Spiele; T oder G = erzielte Tore; V oder A = erzielte Assists; Pkt oder Pts = erzielte Scorerpunkte; SM oder PIM = erhaltene Strafminuten; +/− = Plus/Minus-Bilanz; PP = erzielte Überzahltore; SH = erzielte Unterzahltore; GW = erzielte Siegtore; 1 Play-downs/Relegation; Kursiv: Statistik nicht vollständig); NNadeschda-Pokal